# Podzielność skał
Podzielność skał – cecha skał polegająca na skłonności do dzielenia się na bloki wzdłuż określonych płaszczyzn osłabionej spójności.
Rodzaje podzielności związane z budową skały
- Podzielność jawna – gdy osłabione płaszczyzny widoczne są gołym okiem.
- Podzielność utajona – osłabione płaszczyzny ujawniają się przy urabianiu skały lub po przyłożeniu odpowiednio ukierunkowanych sił.

Rodzaje podzielności związane z etapami powstawania skały
- Podzielność pierwotna – powstała w wyniku procesów skałotwórczych.
- Podzielność wtórna – powstała w wyniku procesów działających na skałę już po jej uformowaniu.

Rodzaje podzielności związane z kształtem odspajanych ze skały bloków
- Podzielność słupowa
- Podzielność kulista
- Podzielność skorupowa
- Podzielność poprzeczna.

Podzielność słupowa, kulista, skorupowa oraz poprzeczna występują w skałach, które powstawały w bardziej skomplikowanych warunkach krzepnięcia lawy.
Podzielność związana jest z budową skały. W skałach metamorficznych przykładem podzielności pierwotnej jest łupkowatość, w skałach osadowych warstwowanie, a w skałach magmowych łupność.
Warstwowanie i łupkowatość to podzielność pierwotna jawna, a łupność to podzielność pierwotna utajona.

## Inne
Podzielność skał wykorzystywana jest przez skalników do dzielenia dużych bloków skalnych na mniejsze fragmenty przy pomocy młotków pneumatycznych, klinów i młotów.